# Csücskös sziklaaraszoló
A csücskös sziklaaraszoló (Gnophos dumetata) a rovarok (Insecta) osztályának a lepkék (Lepidoptera) rendjébe, ezen belül az araszolófélék (Geometridae) családjába tartozó faj.
Magyarországon elterjedt fajnak számít, ám egyedszáma alacsonynak tekinthető, védett.

## Elterjedése
Dél-Európában, és néhány közép-európai területen fordul elő. Hazánkban főként a középhegységekben van jelen, de sok élőhelye ismert a Duna–Tisza köze területén és a Dunazug-hegységben.
A szárazabb hegyvidékeket, sztyeppréteket és sziklagyepeket kedveli.

## Küllem
Az imágó potroha szürkés, testének többi része viszont csokoládébarna. Szárnyának színezete a barna árnyalataitól a sárgáig terjed.

## Életmód
Repülési ideje augusztustól októberig tart. Tápnövénye főként a bengefélék közé tartozó fajok.